# Gustav Lindgren (fotbollsspelare)
Gustav Willy Lindgren, född 16 augusti 2001, är en svensk fotbollsspelare som spelar för Peterborough United.

## Karriär
Lindgrens moderklubb är Sollentuna FK, där han spelade fram till 16-årsåldern. Därefter blev det spel i tre år i FC Djursholm med spel i P19 Allsvenskan och i division 5.
I mars 2021 värvades Lindgren av division 2-klubben Karlbergs BK. I januari 2022 återvände han till Sollentuna FK. I november 2022 värvades Lindgren av Degerfors IF, där han skrev på ett treårskontrakt.
I september 2024 värvades Lindgren av engelska Peterborough United i en övergång med start den 1 januari 2025.